# Sularzowa
Sularzowa – szczyt o wysokości 617 m n.p.m. w Beskidzie Makowskim.
Przez szczyt przebiega czerwony szlak turystyczny – Mały Szlak Beskidzki.